# Trichostomum knightii
Trichostomum knightii är en bladmossart som beskrevs av Georg Ernst Ludwig Hampe och C. Müller 1900. Trichostomum knightii ingår i släktet lansettmossor, och familjen Pottiaceae. Inga underarter finns listade i Catalogue of Life.